# Canton de Boussières
Le canton de Boussières est une ancienne division administrative française, située dans le département du Doubs et la région Franche-Comté.

## Représentation

### Conseillers généraux de 1833 à 2015
| Période | Période      | Identité                                | Étiquette          | Qualité                                                                           |
| ------- | ------------ | --------------------------------------- | ------------------ | --------------------------------------------------------------------------------- |
| 1833    | 1838 (décès) | Xavier-Simon-Rémy Lhomme (1771-1838)    |                    | Chef d'escadron retraité, Byans-sur-Doubs                                         |
| 1839    | 1842         | Charles Saint (1765-1852)               |                    | Maître de forges à Voulaines (Côte-d'Or), à Seveux (Haute-Saône) et à Torpes      |
| 1842    | 1844 (décès) | Jean-Baptiste Maurice                   | Conservateur       | Président de chambre à la Cour royale de Besançon Député (1842-1844)              |
| 1844    | 1870         | Jules Renoüard de Bussierre (1801-1877) |                    | Conseiller à la Cour impériale de Besançon                                        |
| 1871    | 1872 (décès) | Etienne Flagey                          |                    | Manufacturier                                                                     |
| 1872    | 1886         | Camille Flagey                          |                    | Ingénieur civil à Besançon                                                        |
| 1886    | 1904         | Théophile Lerch                         | Républicain        | Avocat à Besançon                                                                 |
| 1904    | 1909 (décès) | Léon Janet                              | Rad.               | Ingénieur Conseiller municipal de Saint-Vit Député (1902-1909)                    |
| 1910    | 1915 (décès) | Jean Zuber (1861-1915)                  | Rad.               | Industriel, directeur des papeteries de Torpes Maire de Boussières (1903-1912)    |
| 1915    | 1919         | siège vacant                            |                    |                                                                                   |
| 1919    | 1935 (décès) | Louis Chudant                           | Rad.               | Industriel à Saint-Vit                                                            |
| 1935    | 1940         | Ernest Zuber (1900-1961)                | Rad.               | Ingénieur des Arts et Métiers Industriel à Torpes Maire de Boussières (1919-1941) |
|         |              |                                         |                    |                                                                                   |
| 1943    | 1945         | Georges Corne                           | Droite             | Maire de Thoraise Nommé conseiller départemental en 1943                          |
|         |              |                                         |                    |                                                                                   |
| 1945    | 1946 (décès) | Joseph Carmille                         | Rad.               | Maire de Pugey                                                                    |
| 1946    | 1982         | Georges Carmille Fils du précédent      | Rad. puis UDF-Rad. | Maire de Pugey                                                                    |
| 1982    | 2001         | Guy Picard                              | RPR                | Géomètre-expert Maire de Saint-Vit (1977-2001)                                    |
| 2001    | 2015         | Annick Jacquemet                        | UMP                | Vétérinaire Maire-adjoint de Saint-Vit Elue en 2015 dans le Canton de Saint-Vit   |

### Conseillers d'arrondissement (de 1833 à 1940)
| Période                                  | Période      | Identité                         | Étiquette | Qualité |
| ---------------------------------------- | ------------ | -------------------------------- | --------- | --- |
| 1833                                     | 1839         | M. Landry                        |           | Notaire à Boussières                                                                                        |
| 1839                                     | 1842         | M. Convers                       |           | Architecte à Besançon                                                                                       |
| 1842                                     | 1848         | Jean-Pierre Landoz               |           | Maire de Saint-Vit                                                                                          |
| 1848                                     | 1870         | Jules Désiré L'Homme (1822-1900) |           | Docteur en droit, avocat à Byans                                                                            |
|                                          |              |                                  |           | |
| 1895                                     |              | Célestin Poulet                  |           | Agriculteur, maire de Boussières                                                                            |
|                                          |              |                                  |           | |
| 1919                                     | 1924 (décès) | Léon Niess                       |           | Maire d'Aveney                                                                                              |
| 13 juillet 1924                          | 1937         | Léon Simplot                     | Rad.      | |
| 1937                                     | 1940         | Léon Fougeroux                   | Rad.      | Ancien maire de Saint-Vit                                                                                   |
| 1940                                     |              |                                  |           | Les conseils d'arrondissement ont été suspendus par la loi du 12 octobre 1940 et n'ont jamais été réactivés |
| Les données manquantes sont à compléter. |              |                                  |           | |

## Composition
| Nom                    | Code Insee | Intercommunalité            | Superficie (km2) | Population (dernière pop. légale) | Densité (hab./km2) |
| ---------------------- | ---------- | --------------------------- | ---------------- | --------------------------------- | ------------------ |
| Boussières (chef-lieu) | 25084      | CU Grand Besançon Métropole | 5,58             | 1 092 (2014)                      | 196                |
| Abbans-Dessous         | 25001      | CC Loue-Lison               | 3,20             | 253 (2014)                        | 79                 |
| Abbans-Dessus          | 25002      | CC Loue-Lison               | 4,43             | 302 (2014)                        | 68                 |
| Avanne-Aveney          | 25036      | CU Grand Besançon Métropole | 8,62             | 2 277 (2015)                      | 264                |
| Busy                   | 25103      | CU Grand Besançon Métropole | 5,20             | 607 (2014)                        | 117                |
| Byans-sur-Doubs        | 25105      | CU Grand Besançon Métropole | 9,91             | 529 (2014)                        | 53                 |
| Grandfontaine          | 25287      | CU Grand Besançon Métropole | 5,68             | 1 533 (2014)                      | 270                |
| Larnod                 | 25328      | CU Grand Besançon Métropole | 4,05             | 755 (2014)                        | 186                |
| Montferrand-le-Château | 25397      | CU Grand Besançon Métropole | 7,48             | 2 122 (2014)                      | 284                |
| Osselle                | 25438      | CU Grand Besançon Métropole | 7,68             | 437 (2013)                        | 57                 |
| Pugey                  | 25473      | CU Grand Besançon Métropole | 7,32             | 771 (2014)                        | 105                |
| Rancenay               | 25477      | CU Grand Besançon Métropole | 3,66             | 283 (2014)                        | 77                 |
| Roset-Fluans           | 25502      | CU Grand Besançon Métropole | 8,28             | 487 (2014)                        | 59                 |
| Routelle               | 25509      | CU Grand Besançon Métropole | 3,06             | 488 (2013)                        | 159                |
| Saint-Vit              | 25527      | CU Grand Besançon Métropole | 16,44            | 4 833 (2015)                      | 294                |
| Thoraise               | 25561      | CU Grand Besançon Métropole | 3,99             | 334 (2014)                        | 84                 |
| Torpes                 | 25564      | CU Grand Besançon Métropole | 5,55             | 1 080 (2014)                      | 195                |
| Velesmes-Essarts       | 25594      | CU Grand Besançon Métropole | 2,92             | 333 (2014)                        | 114                |
| Villars-Saint-Georges  | 25616      | CU Grand Besançon Métropole | 5,15             | 260 (2014)                        | 50                 |
| Vorges-les-Pins        | 25631      | CU Grand Besançon Métropole | 4,76             | 595 (2014)                        | 125                |

## Démographie
| 1962  | 1968  | 1975   | 1982   | 1990   | 1999   | 2006   | 2011   | 2012   |
| ----- | ----- | ------ | ------ | ------ | ------ | ------ | ------ | ------ |
| 6 798 | 7 657 | 10 295 | 12 816 | 14 702 | 16 351 | 18 221 | 18 980 | 19 148 |